# Pentagonia pachiteana
Pentagonia pachiteana là một loài thực vật có hoa trong họ Thiến thảo. Loài này được Cornejo mô tả khoa học đầu tiên năm 2006.